# Trastuzumab deruxtecan
O trastuzumab deruxtecan, vendido sob a marca Enhertu, é um conjugado anticorpo-droga que consiste no anticorpo monoclonal humanizado trastuzumab (Herceptin) covalentemente ligado ao inibidor da topoisomerase I deruxtecan (um derivado do exatecano ). É licenciado para o tratamento de câncer de mama ou adenocarcinoma gástrico ou gastroesofágico. O trastuzumabe se liga e bloqueia a sinalização através do receptor 2 do fator de crescimento epidérmico (HER2/neu) em cânceres que dependem dele para o crescimento. Além disso, uma vez ligado aos receptores HER2, o anticorpo é internalizado pela célula, levando consigo o deruxtecano ligado, onde interfere na capacidade da célula de fazer alterações estruturais no DNA e replicar seu DNA durante a divisão celular, levando a danos no DNA quando o célula tenta se replicar, destruindo a célula.
Foi aprovado para uso médico nos Estados Unidos em dezembro de 2019, no Japão em março de 2020, na União Europeia em janeiro de 2021, e na Austrália em outubro de 2021.

## Usos médicos
Trastuzumabe deruxtecan-nxki é indicado para o tratamento de adultos com câncer de mama HER2-positivo irressecável (não pode ser removido com cirurgia) ou metastático (quando as células cancerosas se espalham para outras partes do corpo) que receberam dois ou mais anti-HER2 anteriores. regimes com base no cenário metastático e para adultos com adenocarcinoma gástrico ou da junção gastroesofágica localmente avançado ou metastático HER2-positivo que receberam um regime anterior à base de trastuzumabe.

## Efeitos colaterais e avisos de rótulo
Os efeitos colaterais mais comuns são náuseas, fadiga, vômitos, alopecia (queda de cabelo), prisão de ventre, diminuição do apetite, anemia (a hemoglobina no sangue está abaixo do intervalo de referência), diminuição da contagem de neutrófilos (glóbulos brancos que ajudam a liderar a resposta do sistema imunológico do seu corpo). para combater infecções), diarreia, leucopenia (outros glóbulos brancos que ajudam o sistema imunológico), tosse e diminuição da contagem de plaquetas (componente do sangue cuja função é reagir ao sangramento da lesão dos vasos sanguíneos por aglomeração, iniciando assim um coágulo sanguíneo).

As informações de prescrição do fam-trastuzumab deruxtecan-nxki incluem um aviso em caixa para aconselhar os profissionais de saúde e os pacientes sobre o risco de doença pulmonar intersticial (um grupo de condições pulmonares que causa cicatrização dos tecidos pulmonares) e toxicidade embriofetal. Doença pulmonar intersticial e pneumonite, incluindo casos que resultaram em morte, foram relatados com fam-trastuzumab deruxtecan-nxki.

## História
A Food and Drug Administration (FDA) dos EUA aprovou o fam-trastuzumab deruxtecan-nxki em dezembro de 2019. O pedido de fam-trastuzumab deruxtecan-nxki recebeu aprovação acelerada, designação de fast track e designação de terapia inovadora.
A FDA aprovou fam-trastuzumab deruxtecan-nxki com base nos resultados de um ensaio clínico envolvendo 184 pacientes do sexo feminino com câncer de mama HER2-positivo, irressecável e/ou metastático que receberam duas ou mais terapias anti-HER2 anteriores no cenário metastático. Esses pacientes foram fortemente pré-tratados no cenário metastático, recebendo entre duas e 17 terapias antes de receber fam-trastuzumab deruxtecan-nxki. Os pacientes do ensaio clínico receberam fam-trastuzumab deruxtecan-nxki a cada três semanas e imagens do tumor foram obtidas a cada seis semanas. A taxa de resposta geral foi de 60,3%, o que reflete a porcentagem de pacientes que tiveram uma certa redução do tumor com uma duração média de resposta de 14,8 meses.

A FDA concedeu a aprovação do Enhertu à Daiichi Sankyo.

Em 10 de dezembro de 2020, o Comitê de Medicamentos para Uso Humano (CHMP) da Agência Europeia de Medicamentos (EMA) adotou um parecer positivo, recomendando a concessão de uma autorização de introdução no mercado condicional para o medicamento Enhertu, destinado ao tratamento de HER2 metastático - câncer de mama positivo. A Enhertu foi avaliada no programa de avaliação acelerada da EMA. O requerente deste medicamento é a Daiichi Sankyo Europe GmbH. O trastuzumabe deruxtecano foi aprovado para uso médico na União Europeia em janeiro de 2021.

Em janeiro de 2021, a Food and Drug Administration (FDA) dos EUA concedeu aprovação acelerada ao fam-trastuzumab deruxtecan-nxki para o tratamento de adultos com adenocarcinoma gástrico ou gastroesofágico (GEJ) localmente avançado ou metastático HER2-positivo que receberam um trastuzumabe anterior. regime baseado.
A eficácia foi avaliada em um estudo multicêntrico, aberto e randomizado (DESTINY-Gastric01, NCT03329690) em participantes com adenocarcinoma gástrico ou GEJ HER2-positivo localmente avançado ou metastático que progrediu em pelo menos dois regimes anteriores, incluindo trastuzumab, um fluoropirimidina- e uma quimioterapia contendo platina. Um total de 188 participantes foram randomizados (2:1) para receber fam-trastuzumab deruxtecan-nxki 6,4 mg/kg por via intravenosa a cada três semanas ou a escolha do médico de monoterapia com irinotecano ou paclitaxel.